# Perspecta
Perspecta ist ein Tonaufzeichnungsverfahren, das zwischen 1954 und 1957 für viele Kinofilme benutzt wurde, u. a. für die meisten in Vistavision gedrehten Filme.
Bei diesem Verfahren handelt es sich um eine Art „Stereoersatz“. Die Tonspur enthält eine optische Monoaufzeichnung, die kompatibel zu dem bis dahin benutzten Verfahren ist, und drei zusätzliche Kontrolltöne im Bereich unter 80 Hz. Die Wiedergabe erfolgt auf drei Lautsprechern bei der Leinwand (also nicht im Zuschauerraum verteilt), und die Kontrolltöne steuern die Verteilung des Signals auf die drei Lautsprecher.
Das Verfahren wurde vor allem von MGM, Paramount Pictures und Time Warner benutzt.